# Francesco Saverio de Zelada
Francesco Saverio de Zelada (Roma, 27 de agosto de 1717 - Roma, 19 de dezembro de 1801) foi um cardeal da Igreja Católica Romana.

## Vida
Ele nasceu o filho de uma família espanhola, que determinou-o para uma carreira como burocrata e diplomata da cúria papal. Com este objetivo, ele estudou os dois direitos na Universidade de La Sapienza. A ordenação ele recebeu em 23 de outubro de 1740. Sua carreira na Cúria Romana começou em 1742 como um alto-falante na Signatura Apostólica. Em março de 1760 foi auditor da Rota Romana. Em 23 de dezembro de 1766 foi nomeado arcebispo titular de Petra. A consagração episcopal doou-o no dia 28 de dezembro de 1766 na capela de Quirinalspalastes Papa Clemente XIII. pessoalmente, os co-consagradores foram os arcebispos da Cúria Scipione Borghese e Ignazio Reali.
No Consistório de 19 de Abril tornou-se em 1773 pelo Papa Clemente XIV. Para o cardeal Priest de San Martino ai Monti criado. Em 1793 ele assumiu a igreja titular de Santa Prassede. Ele foi o principal negociador da Santa Sé de seu tempo e autor do Bull Dominus ac Redemptor de 21 de julho de 1773, que pronunciou a proibição da Companhia de Jesus.
Sua carreira culminou na nomeação pelo Papa Pio VI. ao Cardeal Secretário de Estado (1789-1796). Após a morte de Pio, Zelada participou do conclave de 1799-1800, que Pio VII escolheu. Como bibliotecário da Santa Igreja Romana (15 de dezembro de 1779 até sua morte), o Cardeal Zelada foi um grande colecionador de livros, moedas, medalhas e outras obras de arte.
Ele foi enterrado em sua antiga igreja titular romana de San Martino ai Monti 

## Link Externo
- Fiche du cardinal Francesco Saverio de Zelada sur le site fiu.edu